# Tamolanica
Tamolanica (лат.) — род насекомых из семейства настоящих богомолов (Mantidae). Известно около десяти видов из Новой Гвинеи и Австралии; один вид на Филиппинах. От близких родов отличается следующими признаками: переднеспинка со значительным латеральным расширением, которое не достигает основания метазоны. Латеральное расширение переднеспинки выпуклое, не сужено посередине. Переднее бедро с 4 задневентральными шипами.
- Tamolanica andaina Giglio-Tos, 1912
- Tamolanica atricoxis Wood-Mason, 1878
- Tamolanica decipiens Werner, 1923
- Tamolanica denticulata Krauss, 1902
- Tamolanica dilena  Giglio-Tos, 1912
- Tamolanica katauana  Giglio-Tos, 1912
- Tamolanica leopoldi  Werner, 1930
- Tamolanica pectoralis  Westwood, 1889
- Tamolanica phryne  Stal, 1877
- Tamolanica tamolana  Brancsik, 1897